# Тиосульфат магния
Тиосульфат магния — неорганическое соединение,
соль магния и тиосерной кислоты с формулой MgS2O3,
бесцветные кристаллы,
растворяется в воде,
образует кристаллогидраты.

## Получение
- Обменная реакция сульфата магния и тиосульфата бария:

{\displaystyle {\mathsf {MgSO_{4}+BaS_{2}O_{3}\ {\xrightarrow {}}\ MgS_{2}O_{3}+BaSO_{4}\downarrow }}}
- Кипячение раствора сульфита магния с серой:

{\displaystyle {\mathsf {MgSO_{3}+S\ {\xrightarrow {100^{o}C}}\ MgS_{2}O_{3}}}}

## Физические свойства
Тиосульфат магния образует бесцветные кристаллы.
Растворяется в воде, не растворяется в этаноле.
Образует кристаллогидрат состава MgS2O3•6H2O, который теряет воду при 170-420°С — бесцветные кристаллы
ромбической сингонии,
пространственная группа P nma,
параметры ячейки a = 0,9324 нм, b = 1,4461 нм, c = 0,6862 нм, Z = 4 (при 120 К)
.

## Химические свойства
- Окисляется при нагревании на воздухе:

{\displaystyle {\mathsf {2MgS_{2}O_{3}+2O_{2}\ {\xrightarrow {600^{o}C}}\ 2MgSO_{4}+S+SO_{2}}}}

## Применение
- Лекарственное средство при некоторых сердечно-сосудистых заболеваниях, вегетативных расстройствах.